# Гато, Идальмис
Идальмис Гато Мойя (исп. Idalmis Gato Moya; 30 августа 1971, Камагуэй, Куба) — кубинская волейболистка. Нападающая. 3-кратная Олимпийская чемпионка, чемпионка мира 1994, двукратная обладательница Кубка мира.

## Биография
Идальмис Гато родилась в Камагуэе в спортивной семье. Её отец — Рамон Гато — бейсбольный тренер, мать — Эсперанса Мойя — фехтовальщица. В возрасте 8 лет Идальмис начала заниматься баскетболом, но позже перешла в волейбол. В 1985 уехала в Гавану и поступила в столичную спортшколу, а позже начала выступать за сильнейшую команду Кубы — «Сьюдад Хабана». В 1989 году главный тренер сборной Кубы Эухенио Хорхе впервые привлёк на сборы национальной команды 17-летнюю спортсменку. Через два года Идальмис Гато дебютировала в сборной на позиции доигровщицы со стабильным приёмом, отыграв в этом амплуа в главной команде Кубы в течение 5 лет. За это время Гато дважды стала олимпийской чемпионкой, чемпионкой мира, дважды выигрывала Кубок мира, трижды — чемпионаты NORCECA, а также другие турниры. После победы на Олимпиаде-1996 Гато покинула сборную и переключилась на пляжный волейбол, лишь раз за последующее четырёхлетие выступив за национальную команду — на Центральноамериканских и Карибских играх в Венесуэле. В 2000 году Гато вновь была включена в заявку сборной Кубы на Олимпийские игры в Сиднее, где в третий раз стала олимпийской чемпионкой. После этого волейболистка завершила игровую карьеру.
В 1998—1999 Гато отыграла один сезон в Италии, выступив за команду «Спеццано» из города Сассуоло. Несмотря на то, что одноклубницами Гато в том сезоне были волейболистки сборной России Тищенко, Морозова и Плотникова, «Спеццано» в чемпионате выступила неудачно, заняв последнее место и выбыв в серию А2.
В 2015 году Гато работала главным тренером женской сборной Тринидада и Тобаго, а в 2016 — ассистентом главного тренера.

### Клубная карьера
- …—1993 —  «Сьюдад Хабана» (Гавана);
- 1993—1996 —  «Камагуэй»;
- 1998—1999 —  «Спеццано» (Сассуоло).

## Достижения

### Со сборной Кубы
- 3-кратная Олимпийская чемпионка — 1992, 1996, 2000.
- чемпионка мира 1994.
- двукратный победитель розыгрышей Кубка мира — 1991, 1995.
- победитель розыгрыша Всемирного Кубка чемпионов 1993.
- чемпионка Мирового Гран-при 1993;
  - двукратный серебряный (1994, 1996) и бронзовый (1995) призёр Мирового Гран-при.
- 3-кратная чемпионка NORCECA — 1991, 1993, 1995.
- чемпионка Панамериканских игр 1995;
- чемпионка Центральноамериканских и Карибских игр 1998.